# Дунайская башня
Дунайская башня (нем. Donauturm) была построена в 1964 году по проекту Ханса Линтля в ходе Венской Международной садовой выставки. С тех пор она стала частью венского пейзажа, являясь популярной смотровой башней и туристической достопримечательностью. Башня расположена в Донаупарк на берегу реки Дунай.
Высота башни — 252 м. Это самое высокое строение в Австрии. Смотровая площадка находится на высоте 150 м, к ней ведут 2 лифта, поднимающие посетителей наверх за 35 секунд. На площадке установлен механизм для прыжков с помощью «тарзанки», которая используется в летнее время. Кроме того на высоте 160 и 170 м находятся два вращающихся ресторана («Панорама» и «Дунайский вальс», имеют три скоростных режима и выполняют полный оборот за 26, 39 и 52 минуты).
На Дунайской башне установлены антенны сотовых компаний, частных УКВ-радиостанций и других служб радиосвязи. Несмотря на своё сходство с телевизионной башней, она не используется для этих целей.